# フィラデルフィア・セブンティシクサーズのチーム記録
フィラデルフィア・セブンティシクサーズのチーム記録はNBAのフィラデルフィア・セブンティシクサーズのチーム記録である。
現役選手の記録も取り上げる。各部門のランク中（現役）は現在このチームに在籍していることを表す。

## 通算得点
1. 21,586　ハル・グリア
2. 19,931　アレン・アイバーソン
3. 18,438　ドルフ・シェイズ
4. 18,364　ジュリアス・アービング
5. 14,184　チャールズ・バークレー
6. 13,626　ビリー・カニンガム
7. 12,523　ジョエル・エンビード（現役）
8. 11,699　レッド・カー
9. 10,429　モーリス・チークス
10. 9,422　アンドレ・イグダーラ

## 通算リバウンド
1. 11,256　ドルフ・シェイズ
2. 9,506　レッド・カー
3. 7,079　チャールズ・バークレー
4. 6,638　ビリー・カニンガム
5. 6,632　ウィルト・チェンバレン
6. 5,665　ハル・グリア
7. 5,601　ジュリアス・アービング
8. 4,987　ジョエル・エンビード（現役）
9. 4,844　サミュエル・ダレンバート
10. 4,613　ルーク・ジャクソン

## 通算アシスト
1. 6,212　モーリス・チークス
2. 4,540　ハル・グリア
3. 4,385　アレン・アイバーソン
4. 3,224　ジュリアス・アービング
5. 3,072　ドルフ・シェイズ
6. 2,991　アンドレ・イグダーラ
7. 2,965　エリック・スノウ
8. 2,901　ラリー・コステロ
9. 2,625　ビリー・カニンガム
10. 2,335　ポール・シーモア

## 通算ブロック(73-74シーズンから)
1. 1,293　ジュリアス・アービング
2. 1,131　サミュエル・ダレンバート
3. 926　コールドウェル・ジョーンズ
4. 757　テオ・ラトリフ
5. 738　ジョエル・エンビード（現役）
6. 694　ボビー・ジョーンズ
7. 635　ダリル・ドーキンス
8. 606　チャールズ・バークレー
9. 580　マヌート・ボル
10. 496　クラレンス・ウェザースプーン

## 通算スティール(73-74シーズンから)
1. 1,942　モーリス・チークス
2. 1,644　アレン・アイバーソン
3. 1,508　ジュリアス・アービング
4. 1,076　アンドレ・イグダーラ
5. 1,007　チャールズ・バークレー
6. 851　スティーブ・ミックス
7. 727　ボビー・ジョーンズ
8. 722　ハーシー・ホーキンズ
9. 708　サディアス・ヤング（現役）
10. 702　エリック・スノウ

## 出場試合
1. 1,122　ハル・グリア
2. 996　ドルフ・シェイズ
3. 853　モーリス・チークス
4. 836　ジュリアス・アービング
5. 834　レッド・カー
6. 722　アレン・アイバーソン
7. 687　アル・ビアンキ
8. 668　スティーブ・ミックス
9. 654　ビリー・カニンガム
10. 617　ボビー・ジョーンズ

## 3ポイントシュート（NBAでは79-80より公式記録）成功
1. 885　アレン・アイバーソン
2. 724　ロバート・コビントン（現役）
3. 696　タイリース・マクシー（現役）
4. 661　カイル・コーバー
5. 575　トバイアス・ハリス（現役）
6. 563　アンドレ・イグダーラ
7. 532　ジョエル・エンビード（現役）
8. 476　ハーシー・ホーキンズ
9. 433　J・J・レディック
10. 391　フルカン・コルクマズ（現役）

## フリースロー成功
1. 6,712　ドルフ・シェイズ
2. 5,122　アレン・アイバーソン
3. 4,578　ハル・グリア
4. 3,920　チャールズ・バークレー
5. 3,844　ジュリアス・アービング
6. 3,757　ジョエル・エンビード（現役）
7. 3,394　ビリー・カニンガム
8. 2,589　モーゼス・マローン
9. 2,453　レッド・カー
10. 2,407　チェット・ウォーカー

## 50得点以上
- 70得点　ジョエル・エンビード
- 68得点　ウィルト・チェンバレン
- 65得点　ウィルト・チェンバレン
- 62得点　ウィルト・チェンバレン
- 60得点　アレン・アイバーソン
- 59得点　ジョエル・エンビード
- 58得点　ウィルト・チェンバレン
- 58得点　アレン・アイバーソン
- 55得点　アレン・アイバーソン（プレイオフ）
- 54得点　アレン・アイバーソン（3回、内1回はプレイオフ）
- 53得点　ウィルト・チェンバレン（4回）
- 53得点　ウィリー・バートン
- 53得点　アレン・アイバーソン
- 52得点　ウィルト・チェンバレン
- 52得点　アレン・アイバーソン（プレイオフ）
- 52得点　ジョエル・エンビード
- 52得点　タイリース・マクシー
- 51得点　ウィルト・チェンバレン
- 51得点　モーゼス・マローン
- 51得点　アレン・アイバーソン（2回）
- 51得点　ジョエル・エンビード
- 51得点　タイリース・マクシー
- 50得点　ドルフ・シェイズ
- 50得点　ハル・グリア
- 50得点　ウィルト・チェンバレン
- 50得点　ビリー・カニンガム（プレイオフ）
- 50得点　デイナ・バロス
- 50得点　アレン・アイバーソン（3回、内1回は新人）
- 50得点　ジョエル・エンビード（3回、内1回はプレイオフ）
- 50得点　タイリース・マクシー

## その他
新人最多得点
- 23.5得点　アレン・アイバーソン

トリプルダブル
- 62回　ウィルト・チェンバレン
- 32回　ベン・シモンズ
- 14回　ビリー・カニンガム
- 10回　チャールズ・バークレー
- 8回　アンドレ・イグダーラ、ジョエル・エンビード

## 主なアメリカ国籍以外の選手
- ディケンベ・ムトンボ（コンゴ民主共和国（旧ザイール））
- マヌート・ボル（スーダン）
- トニー・クーコッチ（クロアチア）
- ディケンベ・ムトンボ（コンゴ民主共和国）
- サミュエル・ダレンバート（ハイチ）
- セルヒオ・ロドリゲス（スペイン）
- ダリオ・サリッチ（クロアチア）
- ジョエル・エンビード（カメルーン）
- ベン・シモンズ（オーストラリア）
- フルカン・コルクマズ（トルコ）
- アル・ホーフォード（ドミニカ共和国）
- ニコラス・バトゥーム（フランス）
- バディ・ヒールド（バハマ）
- グエルション・ヤブセレ（フランス）